# Decurio (Kommunalverwaltung)
Als decurio („Zehnschaftsführer“, von lateinisch decem ‚zehn‘) oder curialis wurde im Römischen Reich ein Stadtratsmitglied römischer Gemeinden bezeichnet, das in Kaiserzeit und Spätantike auf Lebenszeit gewählt wurde. Der Begriff curialis leitet sich von der Curia ab, dem Versammlungsort der Senatoren in Rom bzw. der Mitglieder des Gemeinderates in den Provinzen. Gleichzeitig wird mit dem Dekurionenstand auch die Oberschicht der Städte im Römischen Reich bezeichnet. In der Neuzeit wurden auch Mailänder Amtsträger, die dem Patrizierstand entstammten, als Decurio bezeichnet.

## Auswahl, Herkunft und Aufgaben
Die Auswahl der Stadtratsmitglieder erfolgte von Stadt zu Stadt unterschiedlich nach lokalen Regelungen. Teilweise wählten die Duoviri aus der Oberschicht der Honestiores geeignete Kandidaten aus; andernorts ermöglichte lediglich die eigene Tätigkeit als Duovir oder als städtischer Ädil die Mitgliedschaft; in wieder anderen Städten erfolgte die Bestellung durch den Rat selber im Rahmen einer Kooptation. Die Kandidaten mussten freigeboren sein und das Bürgerrecht der Stadt besitzen, durften aber nicht vorbestraft, „ehrlos“, bei der Gemeinde verschuldet oder Eunuchen sein. Das Mindestalter lag zumeist bei 25 Jahren, das Mindestvermögen hing unter anderem von der Größe der Stadt ab.
Die Decurionen bildeten die Führungsschicht der civitates, municipia und coloniae, in denen sie für die Sicherheit der Städte, alltägliche Rechtsgeschäfte und öffentliche Veranstaltungen wie religiöse Feste oder Spiele zu sorgen hatten. Nach römischem Recht war diese Aufgabe ein Ehrenamt, das mit erheblichem Ansehen verbunden und deshalb sehr erstrebenswert war. In der Regel war die Zugehörigkeit zum ordo decurionum, also jener Gruppe in einer Stadt, der die meisten Ratsherren entstammten, erblich. In vielen municipia war zudem festgelegt, dass Männer, die als curiales öffentliche Ämter bekleidet hatten, nach dem Ende der Amtszeit das begehrte römische Bürgerrecht erhielten. Bis zur Constitutio Antoniniana, die 212 allen freien Einwohnern des Imperiums das Bürgerrecht verlieh, trug dies dazu bei, die Attraktivität der Mitgliedschaft im Stadtrat zu erhöhen.

## Spätantike
Die Entwicklung des Decurionenstandes in der Spätantike ist Gegenstand wissenschaftlicher Diskussionen. Während traditionell die Zeit ab dem 3. Jahrhundert mit einem völligen Niedergang und Machtverlust des Decurionenstandes in Verbindung gebracht wurde, haben mittlerweile einige Forscher betont, dass sich diese Entwicklung sehr in Grenzen hielt und die städtischen Oberschichten vielerorts noch über Jahrhunderte hinweg ihre Bedeutung aufrechterhalten konnten.
Ein Beispiel für die Sicht der älteren Forschung ist die Vorstellung einer reichsweiten „Curialenflucht“: Die Curialen waren für die Steuereintreibung in ihrer Stadtgemeinde verantwortlich, was auch dazu führte, dass sie bei Mindereinnahmen die Differenz aus eigener Tasche aufbringen mussten. Diese Belastung sei, so das traditionelle Bild, vor allem ab der Reichskrise des 3. Jahrhunderts so erheblich geworden, dass viele Curialen, um der Verarmung zu entgehen, ihre Heimatstadt verließen. Verstärkt worden sei dieses Phänomen dadurch, dass sich gerade die wohlhabendsten Stadträte ihren diesbezüglichen Pflichten entzogen, indem sie in die Reichsverwaltung oder den Dienst der Kirche traten und somit aus der Lokalpolitik zurückzogen. Daher habe man neue Amtsinhaber finden und in ihre Funktion drängen müssen, die aber oftmals erst recht nicht vermögend genug gewesen seien, um die Verpflichtungen erfüllen zu können.
Belege für die einzelnen beschriebenen Entwicklungen gibt es tatsächlich, jedoch werden sie in der neueren Forschung nicht mehr derartig verallgemeinert. Umgekehrt gibt es nämlich auch Hinweise, dass die Decurionen in vielen Stadtgemeinden während der Spätantike weiterhin entscheidenden Einfluss ausübten und als einflussreiche Gruppe wahrgenommen wurden.